# Shellshock 2: Blood Trails
Shellshock 2: Blood Trails är ett Tv-spel utvecklat av Rebellion Developments och publicerat av Eidos Interactive för PlayStation 3, Xbox 360 och Microsoft Windows. Spelet är uppföljaren till Shellshock: Nam '67, Utvecklat av Guerrilla Games och publicerat av Eidos år 2004.

## Handling
Spelet är en first person shooter och som handlar om Vietnamkriget. Handlingen kretsar kring en speciell verksamhet under ledning av sergeant Caleb "Cal" Walker, som försvann efter att ha skickats in i Kambodjas djungel för att hämta en mystisk last som kallas WhiteKnight som förlorades när en USA-transportplan sköts ner. Cal förlorade alla sina män och blev sedan smittad med det virus som han avsett att säkerställa.